# Düzce Belediye Gençlik ve Spor Kulübü
O Düzce Belediye Gençlik ve Spor Kulübü, conhecido também apenas como Düzce Belediye, é um clube de basquetebol baseado em Düzce, Turquia que atualmente disputa a TBL. Manda seus jogos no Ginásio Esportivo Düzce Kalici Konutlar com capacidade para 2.500 espectadores.

## Histórico de Temporadas
| Temporada | Nível | Liga | Pos. | J     | PL  | Resultado |
| --------- | ----- | ---- | ---- | ----- | --- | --------- |
| 2005-06   | 3     | D3   |      |       |     |           |
| 2006-07   | 3     | D3   | 12   |       |     |           |
| 2007-08   | 3     | D3   | 5    | 12-8  |     |           |
| 2008-09   | 3     | D3   | 7    | 11-11 |     |           |
| 2009-10   | 3     | D3   | 5    | 6-16  |     |           |
| 2010-11   | 3     | D3   |      |       |     |           |
| 2011-12   | 3     | TB3L | 4    | 5-5   |     |           |
| 2012-13   | 3     | TB3L | 2    | 8-2   | 2-3 |           |
| 2013-14   | 3     | TB3L | 5    | 2-8   |     |           |
| 2014-15   | 3     | TB3L | 9    | 9-13  |     |           |
| 2015-16   | 3     | TB2L | 6    | 10-12 |     | Promovido |
| 2016-17   | 2     | TBL  | 13   | 11-23 |     |           |
| 2017-18   | 2     | TBL  |      |       |     |           |

- fonte:eurobasket.com